# Verband Europäischer Fernleitungsnetzbetreiber für Gas
Der Verband Europäischer Fernleitungsnetzbetreiber für Gas (kurz ENTSOG, von englisch European Network of Transmission System Operators for Gas) ist ein Verband, in dem sich die Betreiber von Fernleitungsnetzen für Erdgas in Europa zusammengeschlossen haben. ENTSOG hat den Sitz in Brüssel.

## Geschichte und Aufgaben
ENTSOG entstand 2009 im Rahmen des 2007 beschlossenen dritten EU-Energie-Paketes zur Liberalisierung und Öffnung der Strom- und Gasmärkte in Europa. Der entsprechende Schwesterverband für Übertragungsnetzbetreiber (Strom) ist ENTSO-E.
Die Aufgaben sind zum Teil in der EG-Verordnung Nr. 715/2009 über die Bedingungen für den Zugang zu den Erdgasfernleitungsnetzen definiert. In dieser EU-Verordnung wird sie als „ENTSO (Gas)“ namentlich bezeichnet. Daraus abgeleitet ist ENTSOG zuständig für:
- Standardisierung, Vergabe und Verwaltung von Netzwerk-Codes
- Erarbeitung eines EU-weiten Zehnjahresplan zur Entwicklung des Gasnetzwerks
- Verbesserung des Informationsfluss von den TSOs zu den Marktteilnehmern
- Schaffung gemeinsamer Arbeitsmittel, um den Betrieb des Netzwerks zu koordinieren

Daneben arbeitet ENTSOG mit der EU-Kommission und der Agentur für die Zusammenarbeit der Energieregulierungsbehörden (ACER) zusammen.

## Mitglieder
ENTSOG hat 44 Fernleitungsnetzbetreiber (FNB) als Vollmitglieder und 2 assoziierte Partner aus 26 EU-Staaten. Dazu kommen 5 Beobachter aus Nicht-EU-Ländern (Stand 2020).
| Land                   | TSO |
| ---------------------- | --- |
| Belgien                | Fluxys |
| Bulgarien              | Bulgartransgaz |
| Dänemark               | Energinet.dk |
| Deutschland            | bayernets, Fluxys Tenp, Gascade, Gasunie Deutschland, GRTgaz Deutschland, GTG Nord (Tochter der EWE), NEL Gastransport, Nowega, Ontras, Open Grid Europe, Terranets BW, Thyssengas |
| Estland                | Elering (Assoziiert) |
| Finnland               | Gasgrid |
| Frankreich             | GRTgaz, Teréga |
| Griechenland           | DESFA |
| Irland                 | Gas Networks Ireland |
| Italien                | Infrastrutture Trasporto Gas, Snam Rete Gas, Società Gasdotti Italia |
| Kroatien               | Plinacro |
| Lettland               | Conexus Baltic Grid (Assoziiert) |
| Litauen                | Amber Grid |
| Luxemburg              | Creos Luxembourg |
| Moldawien              | Moldovatransgaz (Beobachter) |
| Niederlande            | BBL Company, Gasunie Transport Services |
| Nordmazedonien         | GA-MA (Beobachter) |
| Norwegen               | Gassco (Beobachter) |
| Österreich             | Gas Connect Austria, Trans Austria Gasleitung (TAG) |
| Polen                  | Gaz-System |
| Portugal               | REN Gasodutos |
| Rumänien               | Transgaz |
| Schweden               | Swedegas |
| Schweiz                | Swissgas (Beobachter) |
| Slowakei               | eustream |
| Slowenien              | Plinovodi |
| Spanien                | Enagás, Reganosa |
| Tschechien             | Net4Gas |
| Ukraine                | Ukrtransgaz (Beobachter) |
| Ungarn                 | FGSZ Földgázszállító |
| Vereinigtes Königreich | GNI (UK), Interconnector, National Grid Gas, Premier Transmission |